# ماریکا گرین
ماریکا گرین (فرانسوی: Marika Green‎؛ زادهٔ ۲۱ ژوئن ۱۹۴۳) یک هنرپیشه اهل فرانسه است.
از فیلم‌ها یا برنامه‌های تلویزیونی که وی در آن نقش داشته است می‌توان به جیب‌بر و امانوئل اشاره کرد.